# مارغريت دي فوا
مارغريت من فوا (بالفرنسية: Marguerite de Foix)‏ (حوالي.1449 - 15 مايو 1486) أصبحت دوقة بريتاني من خلال زواجها من فرانسوا الثاني بين عامي 1474 حتى وفاتها، وهي أيضا والدة آن التي خلفت والدها، وأيضا أصبحت ملكة فرنسا بالزواج لاحقاً.
هي الأبنة الثالثة لـ غاستون الرابع، كونت فوا وإليانور من نافارا.